# Tout droit jusqu'au matin
 (juillet 2025).
Pour plus de détails, voir Fiche technique et Distribution.
Tout droit jusqu'au matin est un film français de court métrage réalisé en 1995 par Alain Guiraudie et sorti en 2001.

## Synopsis
Un veilleur de nuit poursuit un tagueur dans les rues d'un village en commentant les difficultés de sa propre existence.

## Fiche technique
- Titre : Tout droit jusqu'au matin
- Réalisation : Alain Guiraudie
- Scénario : Alain Guiraudie
- Photographie : Georges de Genevraye et Hervé Lode
- Musique : François Bonnet
- Montage : Pierre Molin
- Son : Frédéric de Ravignan et Xavier Rosso
- Mixage : Vincent Arnadi et Benoit Hillebrant
- Production : G.R.E.C.
- Lieu de tournage : Villefranche-de-Rouergue
- Pays de production:  France
- Durée : 11 minutes
- Date de sortie : 5 décembre 2001

## Distribution
- Stéphane Valgalier
- Christian Ducasse
- Jean-Marie Fertey
- Félicien Dejonche
- Rael Fernin
- Julien Mignot

## Accueil critique
- Dans les Cahiers du cinéma (no 622, avril 2007, p. 82), Jean Douchet note : « Ce veilleur de nuit qui poursuit, tel un rêve insaisissable, un tagueur dans les ruelles d'un village languedocien et simultanément poursuit un discours isolé sur la morne condition de son existence, trahit la contradiction sur laquelle Guiraudie construit son cinéma. Utopie, contradiction. Il y a là une influence marxiste que le prolétaire cinéaste imprégné par le communisme utilise, en la détournant, en l'accentuant, en l'instituant en jeu, jusqu'à lui redonner sa force originelle ».

## Sélection
- 2013 : CINEBH International Film Festival